# Patricia Scotland, Baroness Scotland of Asthal

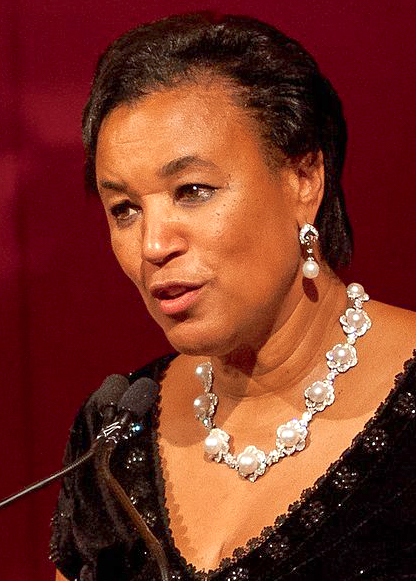
Patricia Scotland (2013)

Patricia Janet Scotland, Baroness Scotland of Asthal PC KC (* 19. August 1955 in Dominica) ist eine britische Juristin und Politikerin der Labour Party. Sie ist seit 1997 Mitglied des House of Lords. Von 2016 bis 2025 war sie  Generalsekretärin des Commonwealth of Nations.

## Leben

### Studium und juristische Laufbahn
Patricia Scotland, die 1959 mit ihren Eltern aus dem karibischen Inselstaat Dominica ins Vereinigte Königreich eingewandert war, absolvierte nach dem Besuch der Walthamstow School for Girls und dem Mid Essex Technical College ein Studium der Rechtswissenschaften am University College London (UCL), das sie 1976 mit einem Bachelor of Laws (LL.B.) abschloss. Nach ihrer anwaltlichen Zulassung bei der Rechtsanwaltskammer (Inns of Court) von Middle Temple 1977 nahm sie eine Tätigkeit als Rechtsanwältin auf und erhielt ferner eine anwaltliche Zulassung für Antigua und Barbuda sowie Dominica. Im Jahre 1991 wurde sie als erste Nicht-Weiße zur Kronanwältin ernannt; 1992 wurde sie mit dem Titel Black Woman of the the Year ausgezeichnet.
Scotland wechselte 1994 als assistierende Berichterstatterin (Assistant Recorder) in den Richterdienst an dem für England und Wales zuständigen High Court of Justice und war von 1994 bis 1999 Mitglied der Millennium Commission. Zwanzig Jahre nach ihrer anwaltlichen Zulassung wurde sie 1997 zum Bencher der Anwaltskammer von Middle Temple ernannt und gehörte zu den Gründungsmitgliedern der Anwaltskammer 1 Gray’s Inn Square, deren Vorsteherin sie zeitweise war.

### Oberhausmitglied und Staatsministerin
Durch ein Letters Patent vom 30. Oktober 1997 wurde Patricia Scotland als Life Peer mit dem Titel Baroness Scotland of Asthal, of Asthal in the County of Oxfordshire, in den Adelsstand erhoben. Kurz darauf erfolgte ihre Einführung (Introduction) als Mitglied des House of Lords. Im Oberhaus gehört sie zur Fraktion der Labour Party.
1999 übernahm sie ihr erstes Regierungsamt und war bis 2001 Parlamentarische Unterstaatssekretärin im Ministerium für Auswärtiges und Angelegenheiten des Commonwealth of Nations (Foreign and Commonwealth Office). Daneben wurde sie 2000 auch Berichterstatterin und stellvertretende Richterin in der Familienabteilung (Family Division) des High Court of Justice. Nachdem sie 2001 Privy Councillor wurde und von 2001 bis 2003 Parlamentarische Sekretärin im Amt des Lordkanzlers war, fungierte sie zwischen 2003 und 2007 als Staatsministerin im Innenministerium (Home Office). Dort war sie zunächst für das Strafrechtssystem und Rechtsformen sowie anschließend von 2005 bis 2007 für das Strafrechtssystem und den Umgang mit Straftätern zuständig. Während dieser Zeit war sie zwischen 2002 und 2003 auch stellvertretende Regierungsvertreterin beim Europäischen Verfassungskonvent und wurde 2003 mit dem Konstantinorden ausgezeichnet.
Baroness Scotland, die 2004 vom House Magazine und von Channel 4 zum Oberhausmitglied des Jahres (Peer of the Year) gekürt wurde, wurde auch zwei Mal zum Parlamentarier des Jahres bestimmt, und zwar einmal 2004 durch die Vereinigung für politische Studien sowie 2005 von der Zeitschrift The Spectator.

### Generalstaatsanwältin und Ehrungen

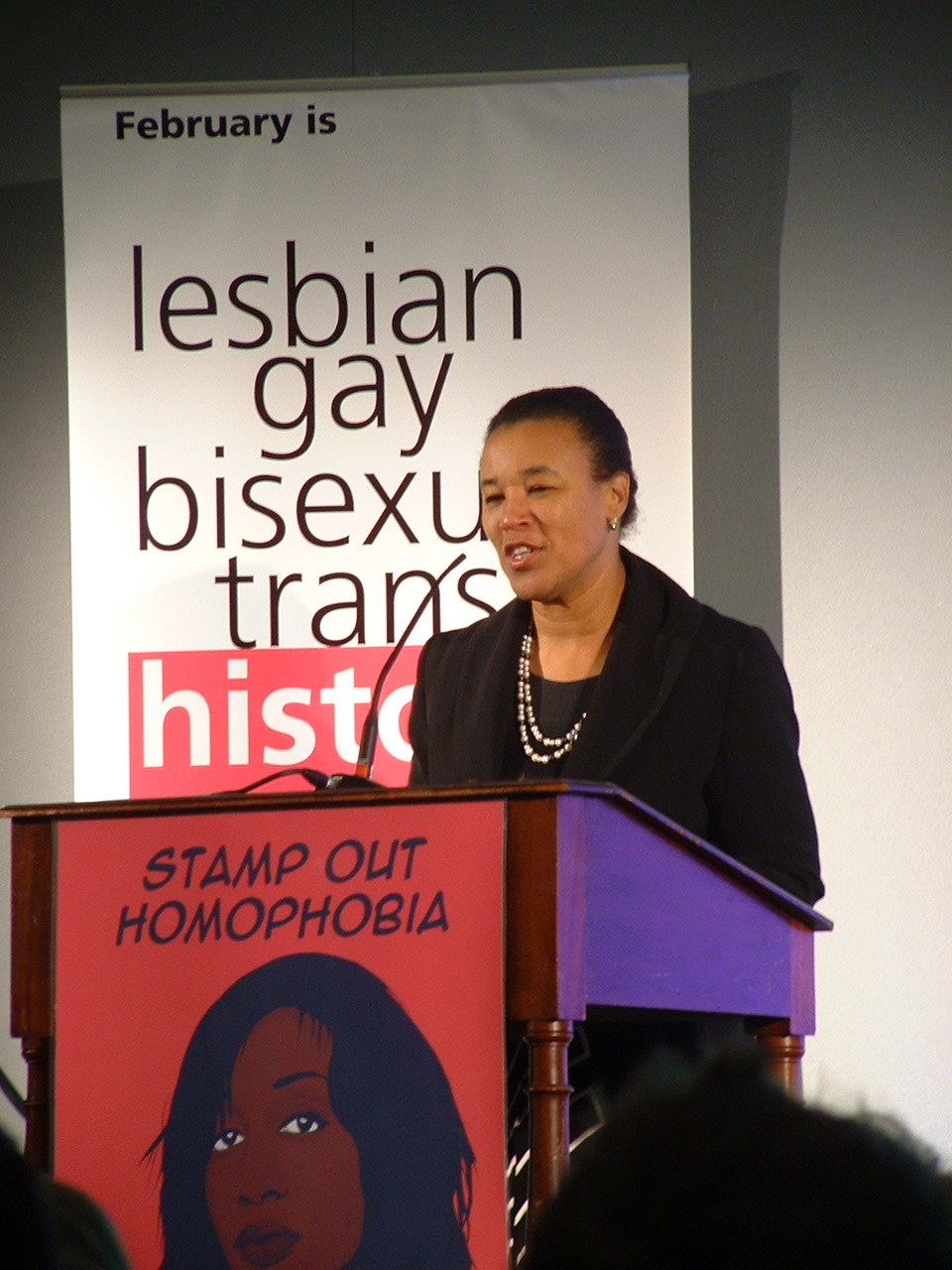
Generalstaatsanwältin Baroness Scotland bei einer Rede im Royal Courts of Justice (2007)

Am 28. Juni 2007 wurde Baroness Scotland von Premierminister Gordon Brown als Nachfolgerin von Peter Goldsmith, Baron Goldsmith zur Generalstaatsanwältin (Attorney General) für England, Wales und Nordirland ernannt und bekleidete diese Funktionen bis zum Ende von Browns Amtszeit am 11. Mai 2010, wobei sie nach der Umgestaltung des Amtes als Generalstaatsanwältin von Nordirland vom 12. April bis zum 11. Mai 2010 den neu geschaffenen Titel Generaladvokatin (Advocate General for Northern Ireland) führte.
Nach der Wahlniederlage der Labour Party bei den Unterhauswahlen am 6. Mai 2010 war sie im Schattenkabinett ihrer Partei bis 2011 „Schatten-Generalstaatsanwältin“ für England, Wales und Nordirland.
Baroness Scotland, die sich als Juristin insbesondere auf Familienrecht und Kinderrechte spezialisierte, war zeitweise Vorsitzende des Disziplinartribunals der International Law Enforcement Academy (ILEA) und der Beratungsgruppe der Regierung für die Karibik. Des Weiteren war sie zeitweilig Mitglied der Arbeitsgruppe des House of Commons zu Kindesentführungen, der Commission for Racial Equality, des Rechtsbeirates des Nationalen Verbraucherrates sowie des Beratungskomitees für geistig behinderte Straftäter.
Weiterhin war sie Ehren-Präsidentin der Juristischen Vereinigung der Trinity Hall sowie Ehrenmitglied (Honorary Fellow) der Society of Advanced Legal Studies, des Wolfson College der University of Cambridge sowie der Cardiff University.
Außerdem wurden ihr Ehrendoktorwürden von der University of Westminster, der University of Buckingham, der University of Leicester, der University of East London sowie der University of the West Indies verliehen. Darüber hinaus ist sie Mitglied der Thomas-Morus-Gesellschaft und von The Lawyers’ Christian Fellowship.
Am 27. November 2015 wurde Scotland zur neuen Generalsekretärin des Commonwealth of Nations gewählt. Ihre Amtszeit begann am 1. April 2016.
Seit 2001 ist sie Namensgeberin für die Scharte Scotland Edge auf der Adelaide-Insel in der Antarktis.
Zur Staatstrauerfeier für Königin Elizabeth II. in der Westminster Abbey am 19. September 2022 verlas sie, das Amt der Generalsekretärin des Commonwealth bekleidend, die erste Lesung in dem Gottesdienst für die verstorbene Monarchin, aus dem Ersten Korintherbrief. Ihr folgte mit der zweiten Lesung die britische Premierministerin Liz Truss.